# Semaine tragique (Espagne)
 (juillet 2025).
Si vous disposez d'ouvrages ou d'articles de référence ou si vous connaissez des sites web de qualité traitant du thème abordé ici, merci de compléter l'article en donnant les références utiles à sa vérifiabilité et en les liant à la section « Notes et références ».
Pour les articles homonymes, voir Semaine tragique (homonymie).

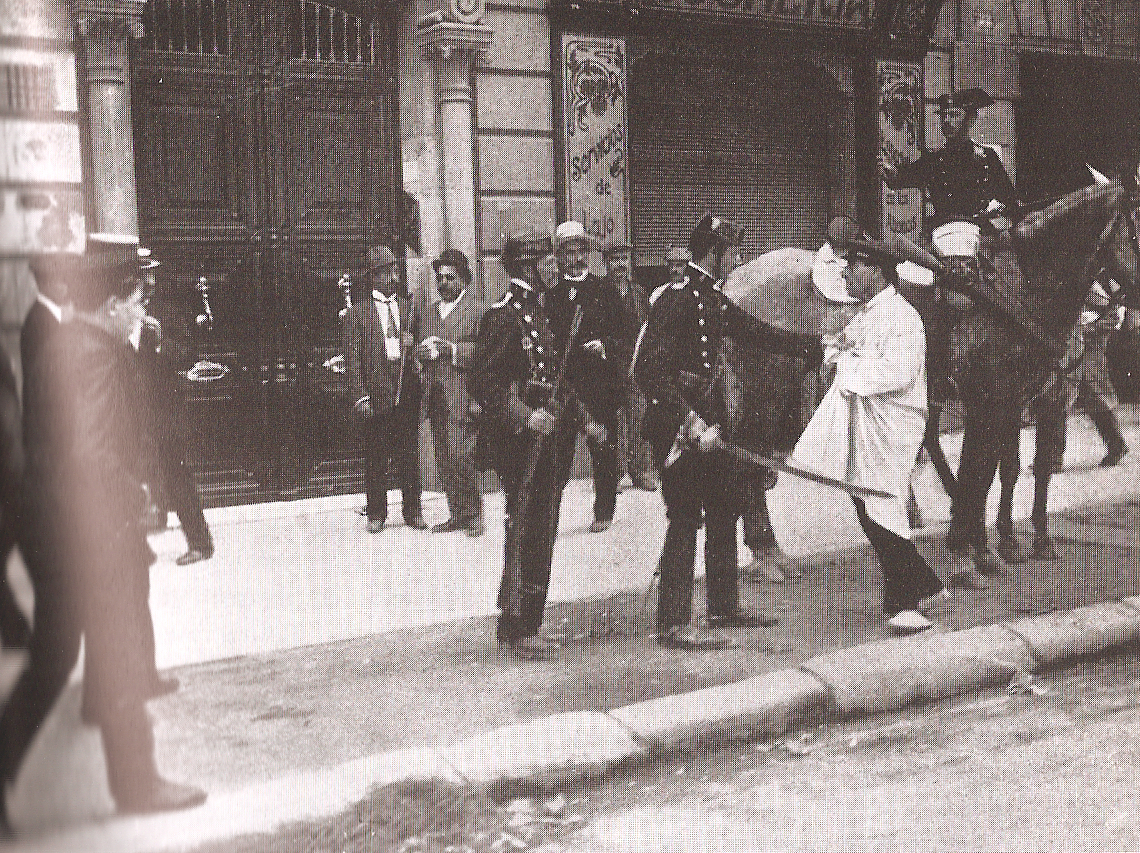
Suspects arrêtés par la Garde civile durant la Semaine tragique.

La Semaine tragique (Semana Trágica en castillan ; Setmana Tràgica en catalan) est une série d'événements qui se sont déroulés à Barcelone et dans d'autres villes des provinces de Barcelone et de Gérone entre le 26 juillet et le 2 août 1909.
Pour protester contre un décret du 11 juillet contraignant les réservistes à prendre part à la guerre de Melilla contre les Rifains, l'organisation Solidaridad Obrera lance un appel à la grève générale. Le mouvement est repris par des leaders révolutionnaires et débouche sur des émeutes, la loi martiale est proclamée, des barricades sont dressées dans les rues et des affrontements ont lieu avec l'armée : 104 civils, 4 soldats et 4 membres de la Croix-Rouge trouvent la mort. L'Église, soutien du pouvoir, est visée par les émeutiers : 18 églises, 49 couvents ou collèges religieux sont la proie des flammes.
La monarchie réprime le mouvement. Le pédagogue libertaire Francisco Ferrer est désigné comme l'instigateur de ces événements. Il est arrêté, jugé par un tribunal militaire et condamné à la peine de mort. Il est fusillé le 13 octobre 1909 au château de Montjuïc. 
La crise politique sous-jacente constitue un étape décisive dans la dégradation de la position du Parti conservateur, alors mené par Antonio Maura, comme parti de gouvernement uni au niveau de l’État espagnol. Elle révèle également le grand conservatisme de la Lliga Regionalista face aux mouvements insurrectionnels, et constitue un discrédit pour la bourgeoisie catalane conservatrice.

## Contexte historique
L'Espagne commence l'année 1909 du calendrier grégorien avec Alphonse XIII comme roi et Antonio Maura, du Parti conservateur, comme président du Conseil des ministres issu des élections générales  tenues le 21 avril 1907.
Politiquement l'Espagne, qui ne s'est pas encore remise de sa défaite lors de la guerre hispano-américaine de 1898, vit dans un système d'alternance entre deux partis politiques : le Parti conservateur et le Parti libéral, qui monopolisent le gouvernement au moyen d'élections totalement manipulées par le caciquisme.
En Catalogne dominaient toutefois deux partis rivaux, l'Union républicaine d'Alejandro Lerroux et la Solidaritat Catalana de Francesc Cambó. C'est ce dernier, nationaliste et représentant de la bourgeoisie locale, qui sort vainqueur des élections de 1907 en faisant élire 39 députés (sur 49 possibles) dans la région. 
D'un point de vue social, les ouvriers espagnols amorcent une véritable prise de conscience syndicale et le mouvement ouvrier surgit dans les zones industrialisées, tout particulièrement à Barcelone avec la Solidaridad Obrera, une confédération syndicale de socialistes, anarchistes et républicains, formée en opposition au rapprochement de la Solidaritat Catalana avec le Parti conservateur de Maura.

## Événement déclencheur
Après la guerre hispano-américaine, l'Espagne cherche à compenser la perte de ses dernières colonies dans la mer des Caraïbes (Cuba et Porto Rico) et dans l'océan Pacifique (Philippines et îles Carolines) par une plus grande présence sur le continent africain. La convention franco-espagnole de 1904 et les accords d'Algésiras de 1906 lui octroient une sphère d'influence dans le nord du Maroc (transformée en protectorat en 1912). 
Le 9 juillet 1909, les ouvriers espagnols travaillant à la construction du chemin de fer censé unir Melilla aux mines des Beni Bou Ifrour, exploitée par une société sous contrôle du comte de Romanones et du marquis de Comillas (es), sont attaqués par les autochtones rifains.
Ce petit incident, qui marque de fait le début de la guerre de Melilla, qui se prolonge jusqu'en 1927 via la guerre du Rif, est utilisé par le gouvernement de Maura pour initier un projet colonialiste en dépit de l'opposition de l'opinion publique.
C'est en particulier la mobilisation des réservistes qui reçoit l'opprobre de la population et surtout des classes laborieuses. En effet, alors que les bourgeois peuvent échapper au service militaire contre 6 000 réaux (1 500 pesetas), les prolétaires qui ne touchent que 10 réaux (2,5 pesetas) par jour ne peuvent y couper. De plus, la majorité des réservistes sont des pères de famille et leur travail constitue bien souvent l'unique source de revenu du foyer.

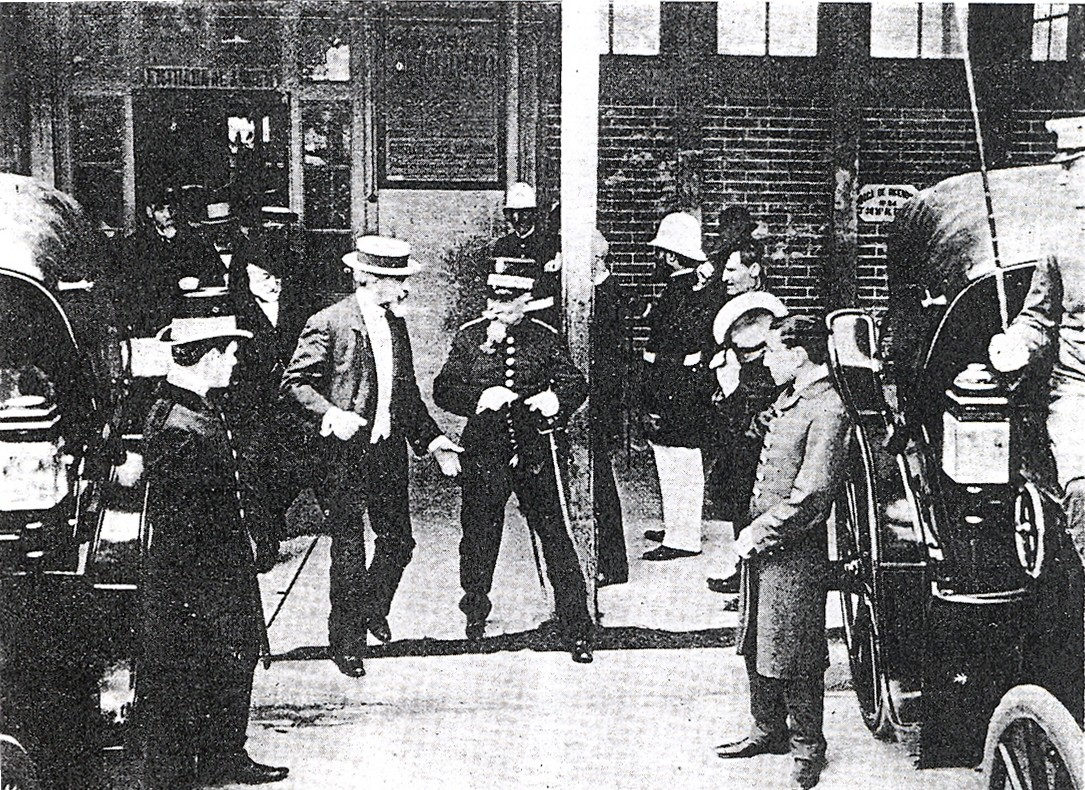
Le gouverneur Evaristo Crespo Azorín entre à Barcelone le 6 août 1909 accompagné du général Santiago.

Dès la publication du décret de mobilisation le 10 juillet, des protestations contre la guerre coloniale éclatent sous forme d'articles de presse, de rassemblements et de manifestations qui sont souvent interdits par le gouvernement. Si dans certaines localités le départ des troupes pour le Maroc se déroule dans le calme, voire sous les applaudissements de la foule (comme à Cadix ou Malaga), dans d'autres (Madrid, Saragosse, Tudela etc.) il est le théâtre d'importants moments de tension. Le gouvernement, sentant la pression populaire et médiatique augmenter, accepte le 23 juillet de verser une pension de 50 centimes par jour aux veuves et aux orphelins des réservistes mobilisés.
Barcelone fait initialement partie des villes où le départ des troupes s'effectue sans tumulte. La situation change le 18 juillet lorsque les chasseurs à pied de Reus embarquent à bord du paquebot militaire Catalonia dans le port de Barcelone : une fois sur le pont, ces derniers jettent à l'eau les scapulaires, médailles et tabac que des aristocrates leur avaient offert tandis que sur les quais des hommes et des femmes scandent : ¡Abajo la guerra! ¡Que vayan los ricos! ¡Todos o ninguno! (« À bas la guerre ! Faites embarquer les riches ! Tout le monde ou personne ! »). La police tire alors plusieurs coups de feu en l'air, afin de disperser la foule, et procède à des interpellations. 
Avec l'arrivée de nouvelles du Rif faisant état d'un grand nombre de victimes parmi les réservistes, les protestations augmentent en fréquence et en intensité. Le 22 juillet, les députés de la Solidaritat Catalana se sont fait l'écho du « sentiment populaire » en demandant la « réunion immédiate des Cortes » pour débattre de la question de la guerre et des « conditions dans lesquelles [se fait] le recrutement des troupes expéditionnaires ». 
À Madrid est décidée une grève générale pour le 2 août mais, à Barcelone, la Solidaridad Obrera préfère agir par surprise et programme pour le lundi 26 juillet un arrêt du travail qui dégénéra et donna lieu à la Semaine tragique.
Le gouverneur civil de Barcelone, Ángel Ossorio y Gallardo (ca), démissionna car il refusait de déclarer l'état de guerre dans la ville ; il fut remplacé par l'avocat valencien Evaristo Crespo Azorín (ca).

## Déroulement

### Lundi 26 juillet
La grève est massivement suivie à Barcelone, Sabadell, Terrassa, Badalone, Mataró, Granollers et Sitges ; un comité de grève est créé pour la diriger et la coordonner.
Les autorités ordonnent la descente de l'Armée dans les rues. Elle y est accueillie par la population aux cris de ¡Viva el Ejército! (Vive l'Armée !) et ¡Abajo la guerra! (À bas la guerre !). Hormis quelques incidents sporadiques, la journée reste pacifique.

### Mardi 27 juillet
L'arrivée de nouvelles du Maroc sur le désastre du Barranco del Lobo, au cours duquel périrent 1 200 réservistes, pour la plupart issus du contingent qui était sorti de Barcelone le 18 juillet, provoqua le début d'une véritable insurrection avec levée de barricades dans les rues.
La protestation, à son début pacifiste, prend dès lors un tournant anticlérical avec l'incendie de 21 églises, 40 couvents et des écoles religieuses ; on assiste même à la profanation de sépultures. En revanche, aucune banque ni usine n'est affectée.
La loi martiale est décrétée dans la ville et les premiers coups de feu sont échangés dans la zone des ramblas ; l'Armée abandonne son attitude passive et les esprits s'échauffent davantage encore.

### Mercredi 28 juillet
Barcelone s'éveille au milieu de colonnes de fumées provenant des édifices religieux pris d'assaut ou incendiés.
Le comité de grève se montre incapable de contrôler les ouvriers. L'insurrection déborde et atteint son paroxysme. La ville ne dispose plus de troupes sûres suffisantes pour affronter les mutineries des garnisons et des forces de sécurité qui refusent de combattre des grévistes qu'elles considèrent comme leurs compagnons.

### Jeudi 29 juillet
L'absence d'une direction effective explique que l'insurrection entame son déclin. L'unique espoir des insurgés était que le soulèvement s'étendît au reste de la péninsule ; ce qui n'eut pas lieu car le gouvernement réussit à isoler Barcelone et à répandre l'idée, fausse, que les évènements survenus avaient un caractère séparatiste. Cette duperie annihila toute possibilité d'un écho populaire favorable dans les autres régions.
Ce même jour arrivèrent à Barcelone des renforts militaires depuis Valence, Saragosse, Pampelune et Burgos qui finirent par maîtriser, entre le vendredi et le samedi, les derniers foyers de rébellion.

## Répression

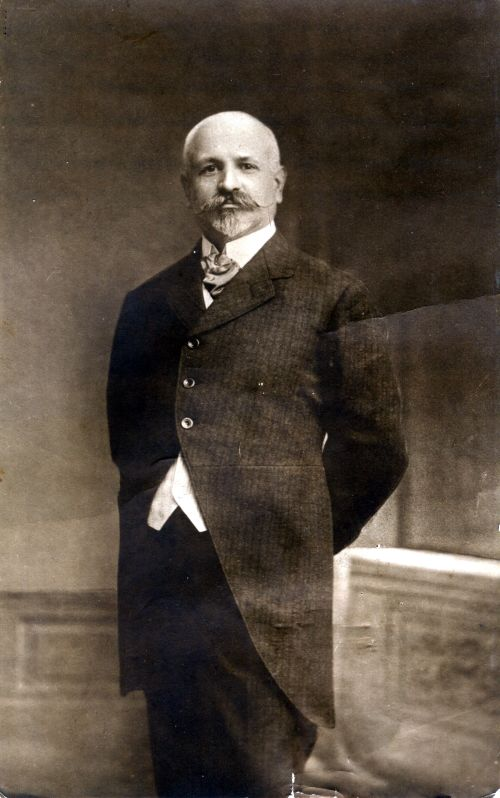
Francisco Ferrer, le plus célèbre des condamnés à mort de la répression qui suivit la Semaine tragique.

Le bilan des émeutes dans la seule ville de Barcelone est de 78 morts (75 civils et 3 militaires), un demi-millier de blessés et 112 bâtiments incendiés (dont 80 édifices religieux).
Soutenu par la bourgeoisie conservatrice, notamment la Lliga Regionalista, qui n'a pourtant rien fait pour protéger les édifices religieux, le gouvernement Maura, par l'intermédiaire de son ministre de l'Intérieur (Espagne), Juan de la Cierva y Peñafiel, commence immédiatement, le 31 juillet, une répression féroce et arbitraire,.
Plusieurs milliers de personnes sont arrêtées, parmi lesquelles 2 000 furent poursuivies pénalement. Il y eut 175 condamnations à l'exil, 59 à la prison à perpétuité et 5 à la peine de mort. De plus les syndicats furent interdits et les écoles laïques fermées.
Les cinq condamnés à mort étaient : 
- Josep Miquel i Baró (ca) (43-44 ans), nationaliste catalan, exécuté le 17 août 1909 pour avoir pris d'assaut une caserne de la garde civile et incendié l'église de Sant Andreu de Palomar (ca) ;

- Antoni Malet i Pujol (ca) (29-30 ans), républicain lerrouxiste, exécuté le 28 ou le 29 août 1909 pour avoir incendié l'église paroissiale de Sant Adrià de Besòs (ca);

- Ramon Clemente i Garcia (ca) (21-22 ans), handicapé mental valencien, exécuté le 4 octobre 1909 pour avoir incendié le couvent du monastère de Santa Margarida la Reial et dansé de façon obscène avec la dépouille d'une religieuse hiéronyme avant de l'emmener chez le marquis de Comillas (en) ;

- Eugenio del Hoyo Manjón (ca) (41-42 ans), ancien garde civil et agent de sécurité, exécuté le 28 août 1909 pour avoir tiré sur une patrouille de soldats depuis la fenêtre de son appartement situé à l'angle des rues Arc del Teatre et Montserrat ;

- Francisco Ferrer (50 ans), pédagogue anarchiste et fondateur de l'Escuela moderna, exécuté le 13 octobre 1909 pour avoir fomenté l'insurrection (accusation basée sur le seul témoignage des prélats de Barcelone) ;

Les exécutions furent toutes réalisées par un peloton de soldat au château de Montjuïc. Elles entraînèrent une très forte critique de Maura de la part de l'opinion publique internationale ; une grande campagne fut organisée par la presse étrangère, des manifestations nombreuses eurent lieu et certaines ambassades furent même prises d'assaut.
Le roi Alphonse XIII, alarmé par les réactions tant à l'extérieur qu'à l'intérieur du pays, congédia Maura et le remplaça par son principal opposant au Congrès, le libéral Segismundo Moret.

## Filmographie
- 1976 : La Ville brûlée (La ciutat cremada) d'Antoni Ribas